# لن دی اسمت
لن دی اسمت (انگلیسی: Lenn De Smet؛ زادهٔ ۱۲ آوریل ۲۰۰۴) بازیکن فوتبال اهل بلژیک است که در حال حاضر برای کلوب نکست در پست مهاجم بازی می‌کند.
از باشگاه‌هایی که در آن بازی کرده است می‌توان به کلوب بروژ اشاره کرد.
وی همچنین در تیم ملی فوتبال زیر ۱۷ سال بازی کرده است.

## زندگی شخصی
او برادر دوقلوی لیام دی اسمت است که مانند خودش، بازیکن فوتبال است.